# Февраль 2021 года

Список событий февраля 2021 года.

## События
- 1 февраля
  - В Мьянме произошёл военный переворот; арестованы президент Вин Мьин и государственный советник Аун Сан Су Чжи[1].
- 2 февраля
  - Алексей Навальный был приговорён Симоновским судом Москвы к 3,5 годам лишения свободы в колонии по делу «Ив Роше». Сторонники политика вышли на акции протеста в разных городах, задержано более 1000 человек[2][3].
  - Американский миллиардер, основатель и глава компании Shift4 Payments Джаред Айзекман полностью оплатил компании SpaceX Илона Маска частный полёт в космос для себя и ещё троих человек[4].
- 3 февраля
  - Президент Украины Владимир Зеленский своим указом запретил вещание пророссийских телеканалов «112 Украина», ZIK и NewsOne, критиковавших его политику[5][6]. По словам Зеленского, эти телеканалы распространяют дезинформацию и связаны с сепаратистами в Донбассе[7].
  - Президент Италии Серджо Маттарелла поручил бывшему главе ЕЦБ Марио Драги сформировать новое правительство страны[8].
- 4 февраля
  - 92 человека пострадало от некачественной воды в Октябрьском районе Красноярска в виде острой кишечной инфекции норовирусной этиологии. В одном из домов выявлено отсутствие обратных клапанов, не позволяющих технической воде из пожарной системы смешиваться с питьевой[9].
  - Конституционный суд России исключил из регламента норму amicus curiae, позволяющую независимым экспертам направлять суду своё мнение по общественно важным делам. Такие документы, по мнению юристов, влияли на решение суда[10].
  - В Новой Зеландии лейбористское правительство Джасинды Ардерн сделало Матарики новым государственным праздником[11].
- 5 февраля
  - Американские учёные из компании ElicioTherapeutics разработали вещество-адъювант, которое повышает эффективность вакцин от коронавируса нового типа в 10 раз. Результаты исследований были размещены в журнале Science Advances[12].
  - Китайский зонд «Тяньвэнь-1» первый раз сфотографировал Марс c расстояния 2,2 млн км[13].
  - Суд постановил взыскать с «Норникеля» 146 млрд рублей для возмещения вреда окружающей среде от разлива топлива в Норильске[14].
  - По данным ВОЗ количество людей, получивших прививку от коронавируса, сравнялось с общим количеством официально зарегистрированных случаев заболевания[15].
  - В России члены Совета по правам человека призвали участников протестных митингов и местные власти к переговорам в поисках компромиссов для согласования публичных мероприятий во избежание эскалации насилия в общественной жизни[16].
- 6 февраля
  - Основатель мессенджера Telegram Павел Дуров заявил о блокировке каналов, где публикуются домашние адреса и телефонные номера российских судей, сотрудников правоохранительных органов и СМИ[17].
  - Главой Африканского союза на 2021 год избран президент Демократической Республики Конго Феликс Чисекеди[18].
- 7 февраля
  - В индийском штате Уттаракханд в северной части страны началось масштабное наводнение, затронувшее стройку электростанции, 150 человек числятся пропавшими без вести[19].
  - «Тампа-Бэй» стала чемпионом Супербоула, победив в финальном матче сезона в Национальной футбольной лиге команду «Канзас-Сити Чифс»[20].
- 8 февраля
  - Начался очередной открытый чемпионат Австралии по теннису. Все теннисисты вынуждены были пройти обязательный карантин в Австралии[21].
  - Первый секретарь посольства Албании в Москве Йонида Дрогу объявлен «персоной нон грата» и должен покинуть Россию в течение трёх суток, в ответ на решение Албании выслать из страны первого секретаря Посольства России в Тиране[22].
  - Национальный конгресс Палау поддержал решение президента страны Сурангела Уиппса о выходе государства из Форума тихоокеанских островов[23].
- 9 февраля
  - Ещё четыре островных государства Микронезии — Маршалловы Острова, Кирибати, Науру и Федеративные Штаты Микронезии — объявили о своём выходе из Форума тихоокеанских островов после скандальных выборов генсека форума[24].
- 11 февраля
  - Япония возобновила сухопутные перевозки в Россию, ранее приостановленные с весны 2020 года на фоне пандемии COVID-19[25].
  - Австрийская прокуратура провела обыск в доме министра финансов страны Гернота Блюмеля, ближайшего соратника канцлера страны Себастьяна Курца, в связи с подозрениями во взяточничестве с участием игорной компании Novomatic, обратившейся за помощью в связи с налогами за рубежом[26].
- 13 февраля
  - В японской префектуре Фукусима произошло землетрясение магнитудой 7,3[27].
  - Сенат Конгресса США оправдал Трампа в рамках второй процедуры его импичмента, инициированной демократами в Палате представителей[28].
  - Приведено к присяге новое правительство Италии во главе с Марио Драги[29].
- 14 февраля
  - Арабский зонд «Аль-Амаль» и китайский «Тяньвэнь-1» отправили первые изображения с орбиты Марса[30][31].
  - Минобороны Турции сообщили об окончании военной операции «Коготь орла-2[англ.]», проходившей на севере Ирака против представителей Рабочей партии Курдистана[32].
  - В Косово прошли парламентские выборы, победу на них одержала оппозиционная партия «Самоопределение»[33].
- 15 февраля
  - Во время исследовательского бурения в Антарктиде обнаружены неизвестные животные, похожие на губки. Ранее считали, что на антарктическом побережье отсутствуют прикреплённые бентосные формы жизни[34].
  - Бывший министр финансов Нигерии Нгози Оконджо-Ивеала утверждена на должность генерального директора ВТО[35].
- 16 февраля
  - 4 миллиона жителей Среднего Запада и Юга США остались без электричества из-за снежной бури и сильного мороза. В Техасе температура опустилась до −1 °C, а в северном штате Миннесота был обновлён исторический рекорд, температура достигла −3 °C[36].
    - Добыча нефти в Пермском бассейне (штат Техас) из-за рекордных холодов упала на миллион баррелей в день[37].

  - На Сицилии началось извержение вулкана Этна, аэропорт второго по величине сицилийского города Катании приостановил отправку и приём авиарейсов[38].
  - ЕСПЧ оправдал Германию в деле об авиаударе в Афганистане 2009 года, в результате которого погибло 90 мирных жителей[39].
- 17 февраля
  - Президент США Джо Байден объявил в Техасе чрезвычайное положение из-за рекордных холодов[англ.][40].
  - В Греции под воздействием циклона «Медея» впервые за 12 лет выпал снег[англ.], премьер-министр Греции Кириакос Мицотакис призвал местных жителей не покидать свои дома[41].
  - В Барселоне и других городах испанского автономного сообщества Каталония тысячи людей вышли на акции протеста с требованием освободить рэпера Пабло Хаселя, приговорённого к девяти месяцам тюрьмы за твиты и тексты песен[42].
  - Верховный суд Беларуси начал рассмотрение уголовного дела «Белгазпромбанка» и его бывшего руководителя Виктора Бабарико[43].
  - Биологи реконструировали древнюю ДНК трёх мамонтов из сибирской вечной мерзлоты, возраст останков которых превышает миллион лет — на данный момент это самая старая сохранившаяся ДНК[44].
- 18 февраля
  - Премьер Грузии Георгий Гахария заявил об уходе в отставку на фоне решения суда о задержании лидера оппозиционной партии Никанора Мелия[45].
  - Facebook запретил австралийским новостным издателям публиковать сообщения, а австралийским пользователям — просматривать или публиковать какой-либо новостной контент. В связи с тем, что АССС создала кодекс NMBC, который требует от компании оплаты за размещение австралийского новостного контента[46].
  - Компания Google, которая ранее выступала против нового австралийского закона, начала заключать соглашения с издателями СМИ о размещении их контента за деньги, в частности был заключён контракт с медиахолдингом News Corporation[47].
  - Президент Алжира Абдельмаджид Теббун объявил о роспуске Национального народного собрания (нижняя палата парламента страны) и об организации досрочных парламентских выборов[48].
  - В Белграде состоялся Архиерейский Собор Сербской Православной Церкви, на котором новым Патриархом был избран митрополит Загребско-Люблянский Порфирий[49].
- 19 февраля
  - Букингемский дворец объявил, что принц Гарри и его супруга Меган Маркл не вернутся к исполнению обязанностей старших членов британской королевской семьи, одновременно королева Елизавета II лишила Гарри и Меган статуса покровителей ряда учреждений и благотворительных организаций, у принца Гарри были отобраны оставшиеся почётные воинские титулы[50].
  - Uber проиграл суд в Великобритании о правах водителей: их признали полноценными работниками вместо самозанятых, это значит, что водители могут получать минимальную зарплату, отпускные и другие выплаты[51].
- 21 февраля
  - Японка Наоми Осака и серб Новак Джокович стали победителями Открытого чемпионата Австралии по теннису в женском и мужском одиночных разрядах соответственно[52][53].
- 22 февраля
  - В результате вооружённого нападения на автоколонну Всемирной продовольственной программы в Северном Киву погибло три человека, в том числе посол Италии в ДР Конго Лука Аттаназио[54].
  - Российская партия «Справедливая Россия» в ходе заседания съезда с партиями «За правду» и «Патриоты России» сменила название на «Справедливая Россия — Патриоты — За правду»[55].
  - В Архангельске арестовали этапированную из Москвы генерального директора ТГК-2 Надежду Пинигину[56].
  - Парламент Грузии утвердил новое правительство во главе с Ираклием Гарибашвили[57].
  - Крупнейшая экологическая катастрофа в Израиле: Рут Ягель из Управления заповедников и национальных парков еврейского государства сообщила, что почти вся береговая линия Израиля покрыта мазутом[58] — смолу выбросило на 160 км из 195 км береговой линии Израиля[59].
- 23 февраля
  - В Грузии арестован глава оппозиционной партии «Единое национальное движение» Никанор Мелия[60].
- 24 февраля
  - Последняя статуя генерала Франсиско Франко в Испании была убрана после того, как анклав Мелилья проголосовал за снос памятника фашистскому диктатору[61].
- 25 февраля
  - Массовая блокировка сайтов на Украине. Голосеевский районный суд Киева постановил заблокировать 426 сайтов, включая РБК, «Аргументы недели», pastebin-сервис GitHub gist.github.com, «Живой Журнал», ряд региональных СМИ, сайты, связанные с криптовалютами, и многие другие[62][63][64]. Киевский районный суд Харькова постановил заблокировать telegram-каналы «Резидент», «Легитимный», «Картель» и «Сплетница», а также ряд региональных СМИ[65]. Технической возможности блокирования отдельных telegram-каналов не существует, что значит возможное блокирование мессенджера Telegram[66].
  - СБУ объявила в государственный розыск журналиста и политика Анатолия Шария по обвинению в «государственной измене» и «нарушению равноправия граждан в зависимости от их расовой, национальной принадлежности, религиозных убеждений, инвалидности и по другим признакам». С 2013 года Анатолию Шарию предоставлено политическое убежище в странах ЕС[67]. Анатолий Шарий прокомментировал выдвинутые обвинения на стриме на своём YouTube-канале[68].
  - Генеральный штаб Вооружённых сил Армении потребовал отставки премьер-министра Никола Пашиняна. Пашинян заявил, что это является попыткой военного переворота[69].
- 26 февраля
  - Американские ВВС по приказу президента Джо Байдена нанесли серию авиаударов по территории Сирии. Целью ударов стали склады, принадлежащие группировке «Катаиб Хезболла» и некоторым другим, которые поддерживает Иран[70].
  - В Постоянном представительстве Российской Федерации при ООН в Нью-Йорке Россия и Сьерра-Леоне подписали совместное заявление о неразмещении первыми оружия в космосе[71].
  - Официальный представитель Мьянмы в ООН Чжо Мо Тун призвал Совет Безопасности ООН использовать «любые необходимые средства» для спасения народа Мьянмы и привлечения военных к ответственности, подчеркнув, что выступает от лица легитимного правительства страны во главе с Аун Сан Су Чжи[72].
  - США ввели санкции в отношении 76 граждан Саудовской Аравии по делу Хашкаджи[73].
  - В Нигерии из школы-пансиона в Джангебе (штат Замфара) вооружённые мужчины похитили 279 учениц[74].
- 27 февраля
  - В России и за рубежом прошли мероприятия в память об убитом шесть лет назад Борисе Немцове. Главным местом сбора людей стал Немцов мост[75][76].
  - В Антарктиде от шельфового ледника Брант откололся айсберг площадью 1270 кв. км[77].
- 28 февраля
  - Со стартовой площадки № 31 космодрома Байконур осуществлен запуск метеорологического спутника Арктика-М № 1[78].
  - Йеменское движение «Ансар Аллах» провело ракетный обстрел по объектам в Саудовской Аравии[79].
  - Состоялось вручение премии «Золотой глобус»: лучшей драмой признана лента «Земля кочевников», режиссёр которой также получила приз за лучшую режиссёрскую работу, а лучшим комедийным фильмом — «Борат 2»[80].
  - Полиция и военные в Мьянме впервые массово применили огнестрельное оружие против участников протестов[81].